# مارك سانشيز (كرة سلة)
مارك سانشيز (بالإنجليزية: Mark Sanchez)‏ مواليد 17 يناير 1987 في توسان، هو لاعب كرة سلة أمريكي سابق. بدأ مسيرته الاحترافية في سنة 2009. يبلغ طوله 6 قدم 7 بوصة (2.0 م). اعتزل اللعب في 2015. لعب مع الدوري المكسيكي لكرة السلة وكابفنبيرغ بولز.

## روابط خارجية
- مارك سانشيز على موقع كرة السلة الأوروبية.كوم (الإنجليزية)
- مارك سانشيز على موقع كلية كرة السلة في سبورتس رفرنس.كوم (الإنجليزية)
- مارك سانشيز على موقع ريلجم (الإنجليزية)
- مارك سانشيز على موقع بروبوليرز (الإنجليزية)